# Okuriashi harai
Okuriashi harai ou Okuri ashi barai (送足払) é um dos 40 nage waza originais de Judo como desenvolvido por Jigoro Kano. Pertence ao segundo grupo, Dai nikyo, da lista de projeções tradicionais, Gokyo (no waza), de Judo Kodokan. Também faz parte das atuais 67 Projeções de Kodokan Judo. É classificado como uma técnica de pé, Ashi waza.

## Descrição da técnica
Okuriashi harai é uma dupla varrida de pé a partir da posição em pé. Para executar esta técnica, extende-se o movimento de pisar da perna do oponente em direção à sua outra perna usando o pé contra o pé dele por dentro ou de lado. A varrida é mais eficaz contra um oponente a recuar e não resulta se apenas um dos seus pés deixar o chão.

## Técnicas semelhantes, variantes, e pseudónimos
Técnicas semelhantes:
- De-ashi-barai: varrida de um pé ou para a frente ou para o lado
- Harai tsuri komi ashi: varrida de um pé para trás